# Marcos Jurado

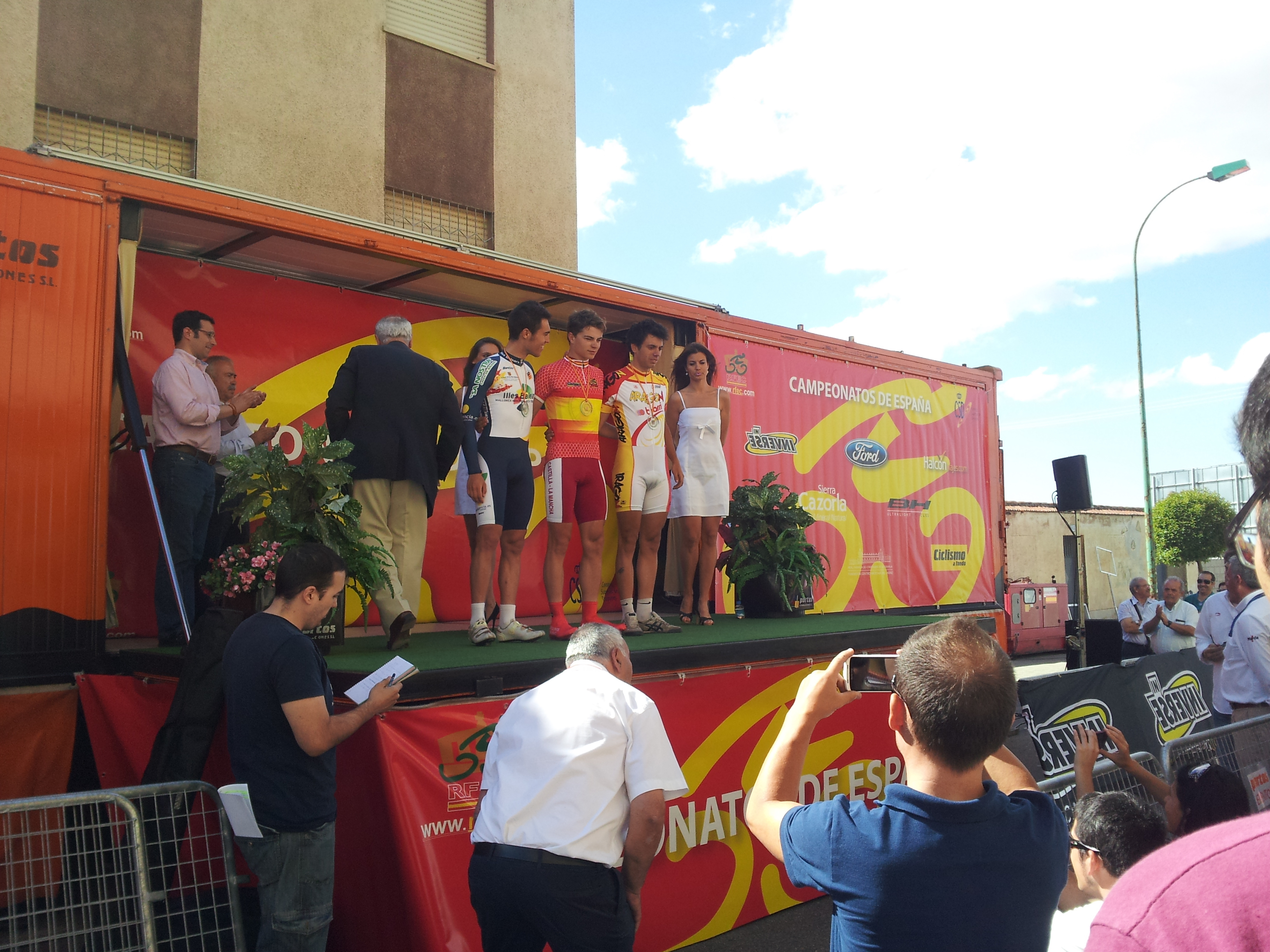
Oro CRI Campeonatos de España 2012 sub-23

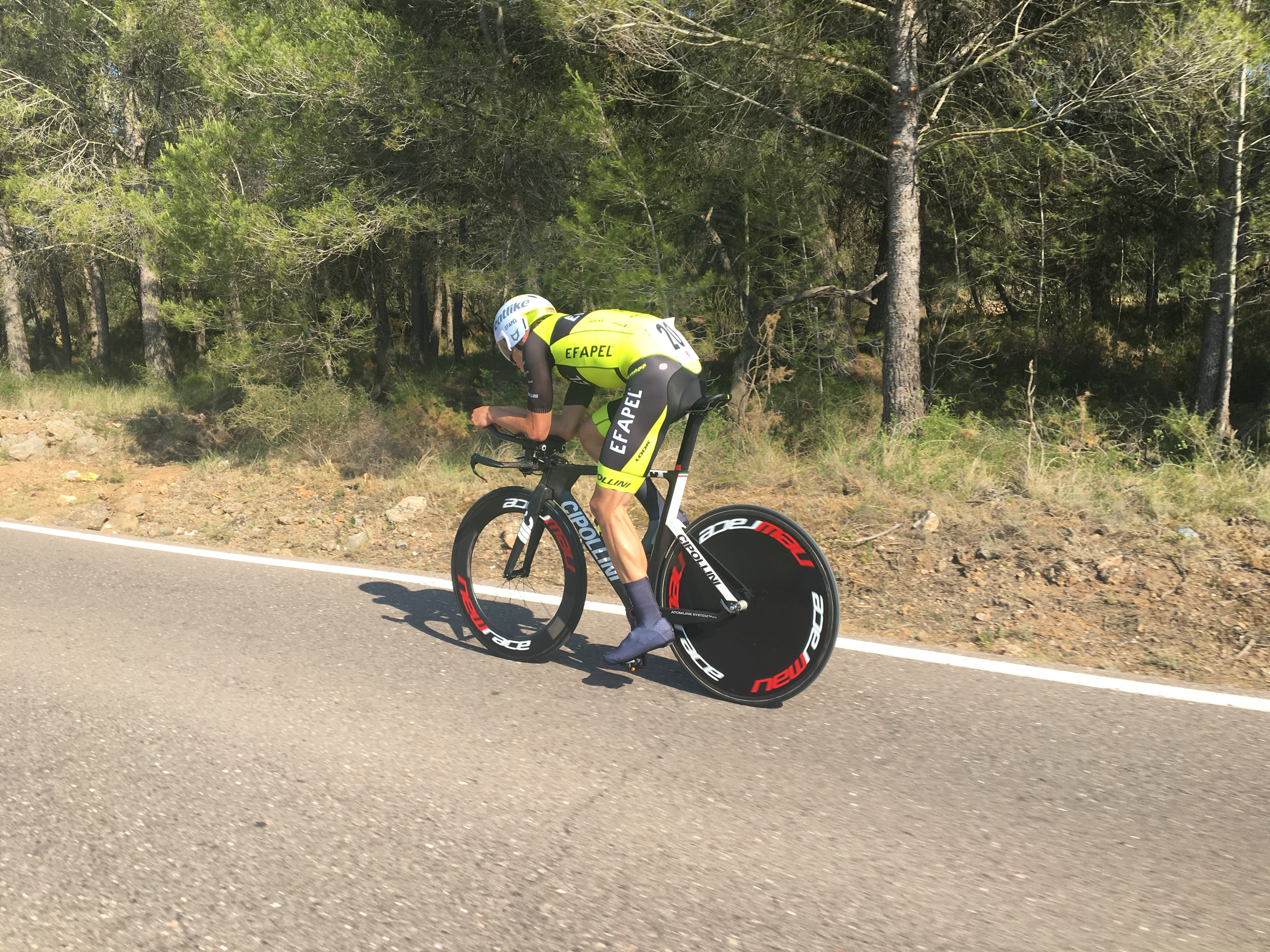
Campeonato de España CRI 2018

Marcos Jurado Rodríguez (Pedro Muñoz, provincia de Ciudad Real, 2 de febrero de 1991) es un ciclista profesional español que milita en las filas del conjunto Electro Hiper Europa-Caldas de categoría Continental.

## Biografía
De una pequeña villa de la provincia de Ciudad Real, en la comarca de La Mancha, llamada Pedro Muñoz, proviene Marcos Jurado Rodríguez (2 de febrero de 1991). Ciclista hoy en categoría élite, inició sus andaduras en la categoría infantil y cadete, englobado en las filas del C.C. Hnos Pintor (Campo de Criptana). Así a posteriori, accedió en 2009 a las filas del equipo Fenavin (Ciudad Real). En ambas formaciones manchegas, comenzó a despuntar cómo gran fondista y buen especialista contra el cronómetro, sobre todo en la categoría juvenil. Obtuvo victorias en el campeonato regional de Castilla-La Mancha, así como en el vigésimo trofeo Hnos. Pintor. Ese mismo año formó parte de la selección española de ciclismo, disputando el campeonato de Europa en Oostende (Bélgica) y en el Trofeo KarlsBerg (Alemania).
Así, y tras sus primeras pedaladas en las canteras que se conforman en la tierra del Quijote, emigró hacia el norte de España en el año 2010, concretamente al País Vasco, en una categoría difícil cómo es la de Sub-23. Se enroló por entonces en las filas del Koplad-Uni2, dónde dio sus primeros pasos en la categoría, alcanzando ya importantes victorias, cómo lo es la XIX clásica de Lemoiz.
Tras un primer año en esta formación, en el año 2011 ficharía por el equipo Seguros Bilbao. Un gran bloque del que han salido grandes ciclistas profesionales, es el equipo dónde alcanzó su primer campeonato de España de contrarreloj sub-23, así como dos subcampeonatos en la misma categoría y victorias prestigiosas cómo la del LXXXV Lainaz II Memorial Lazkano (2012), el I Memorial Pascual Momparler (2013), el Gran Premio de San Antonio (2014) u otros resultados cómo la segunda posición en la Vuelta a León en el año 2013, la victoria en la segunda etapa, liderato, y 4.ª posición final en la misma durante 2014, etc . Una vez finalizada su andadura en dicha formación, paso a las filas del equipo Lizarte en la temporada 2015 / 2016. En dicha formación consiguió ser uno de los corredores más regulares de todo el pelotón nacional, alcanzando 28 top 10, así como la victoria en el campeonato de España Élite o la segunda plaza en la Vuelta a Galicia. 
En el año 2017 consiguió su paso a profesionales de la mano del Burgos-BH, por aquel entonces, Continental, dónde los problemas físicos y una fuerte mononucleosis impidieron mostrar la calidad y provocó la no renovación de su contrato al año siguiente con el ascenso del mismo equipo a la categoría Continental Profesional. Este mismo año, a pesar de las circunstancias, volvió a sacar a relucir su calidad siendo bronce junto a Vicente García De Mateos en los campeonatos de España de pista, en la modalidad de Madison.
Es por ello que Jurado tuvo que emigrar a Portugal, dónde pasó a formar parte del equipo Continental Efapel, con el rol de lanzador y gregario de cara al calendario portugués, y en especial para la Vuelta a Portugal. En esos dos años dio de nuevo muestras de calidad, alcanzando victorias incluso a pesar de dedicar todo su trabajo a la labor de equipo. Llegaba en su mejor momento al pasado campeonato de España del año 2019 cuando una semana antes sufrió una fuerte caída compitiendo durante un descenso en Portugal que provocó que, aún tomando la salida en el mismo campeonato, tanto en la modalidad CRI, cómo en la de fondo en carretera, no pudiera rendir conforme estaba planificado, así como un parón posterior de tres semanas para recuperar las numerosas lesiones sufridas.
Una vez finalizada su etapa en Efapel, regresó a España para buscar oportunidades en el pelotón profesional, se unió al equipo Élite Super Froiz, dónde, a pesar del escaso calendario, dada la situación sanitaria vivida en el país, pudo alcanzar dos victorias hasta la intervención quirúrgica a la que tuvo que ser sometido el corredor, que no impidió su salida en los campeonatos de España, siendo aun así 5.º en la categoría Élite en la modalidad de CRI. 
Durante todos esos años ha formado parte de la selección española de ciclismo, disputando el Campeonato de Europa y del Mundo en el año 2012, Juegos del Mediterráneo y Campeonato de Europa en 2013, así como en 2015 formó parte de la selección española de pista en la XXIV Challenge a Mallorca.
Actualmente Marcos Jurado ha vuelto de nuevo al campo profesional, militando en el nuevo equipo de reciente creación Electro Hiper Europa, donde espera volver a adaptarse a la categoría profesional y poder demostrar que sigue siendo un corredor consistente y con calidad para seguir en la máxima categoría.

## Palmarés
Todavía no ha conseguido ninguna victoria profesional.

## Equipos
- Keith Mobel-Partizan (2014)
- Burgos-BH (2017)
- Efapel (2018-2019)
- Electro Hiper Europa (2021-)
  - Electro Hiper Europa (2021)

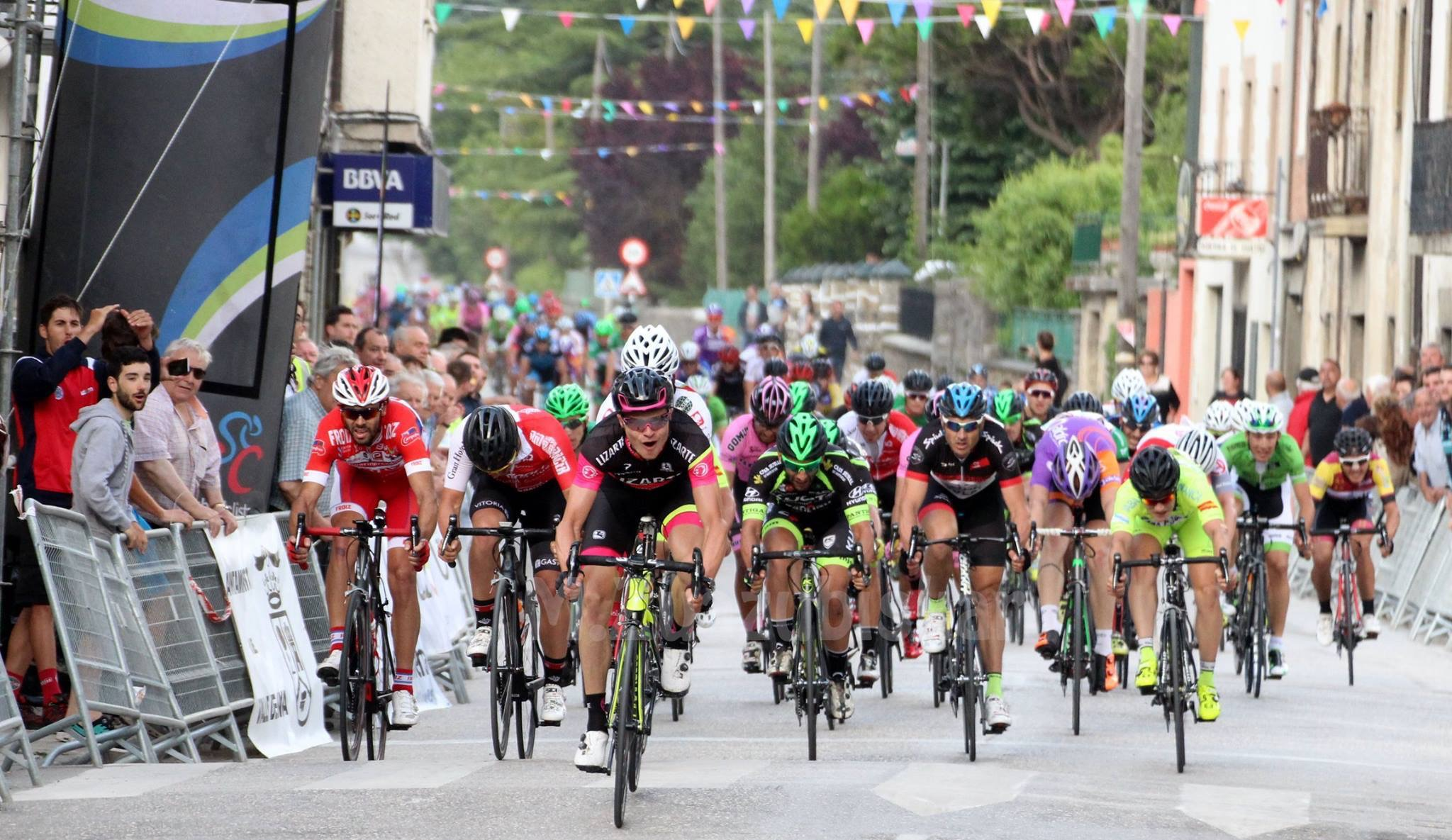
Una de las numerosas victorias alcanzadas en el año 2016.

  - Electro Hiper Europa-Caldas (2022-)